# 伊方町
伊方町（いかたちょう）は、愛媛県の南予地方、佐田岬半島に位置する町。
四国で唯一の原子力発電所である四国電力伊方発電所が立地している。

## 地理

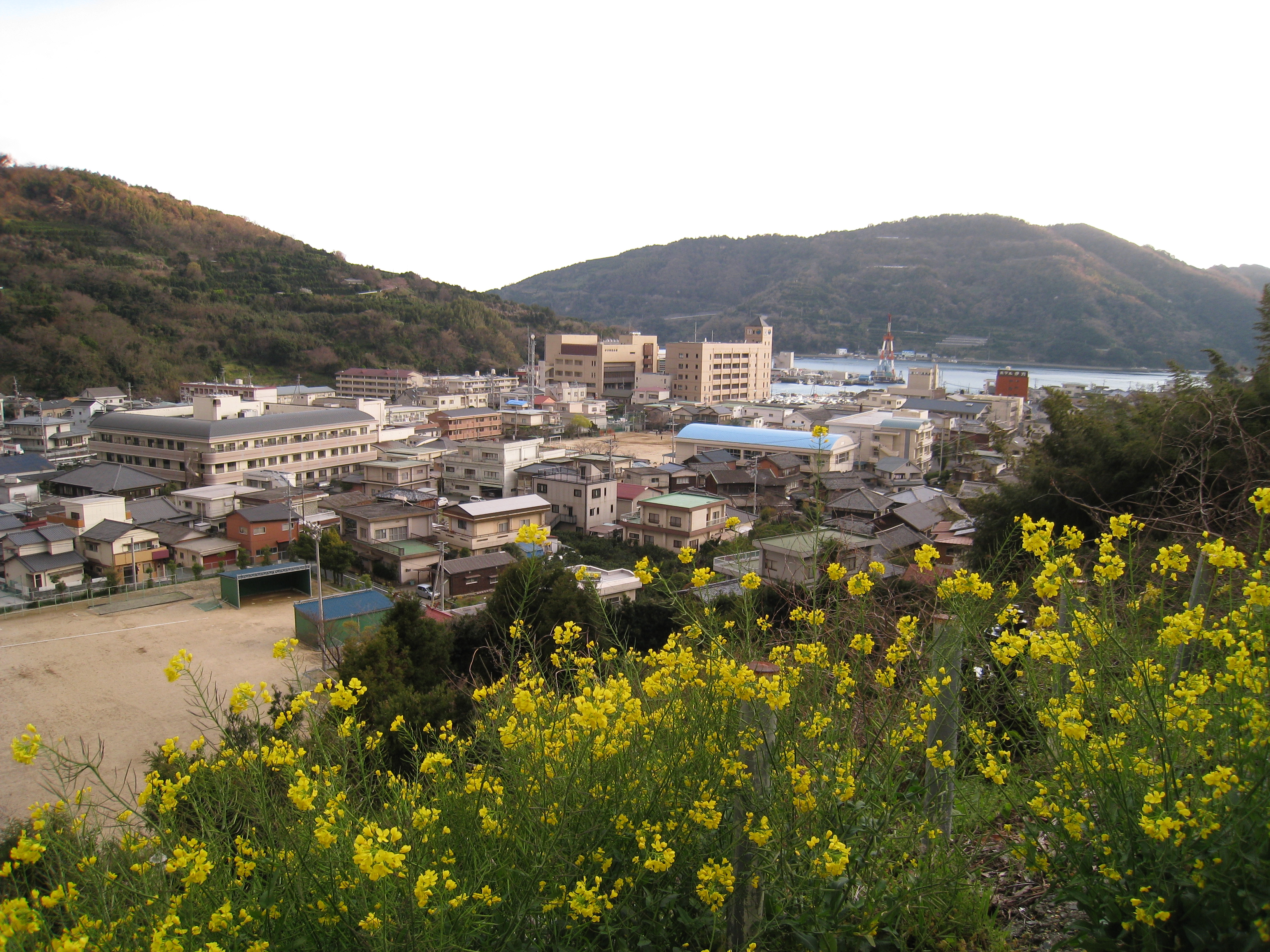
町の中心部
湊浦で撮影

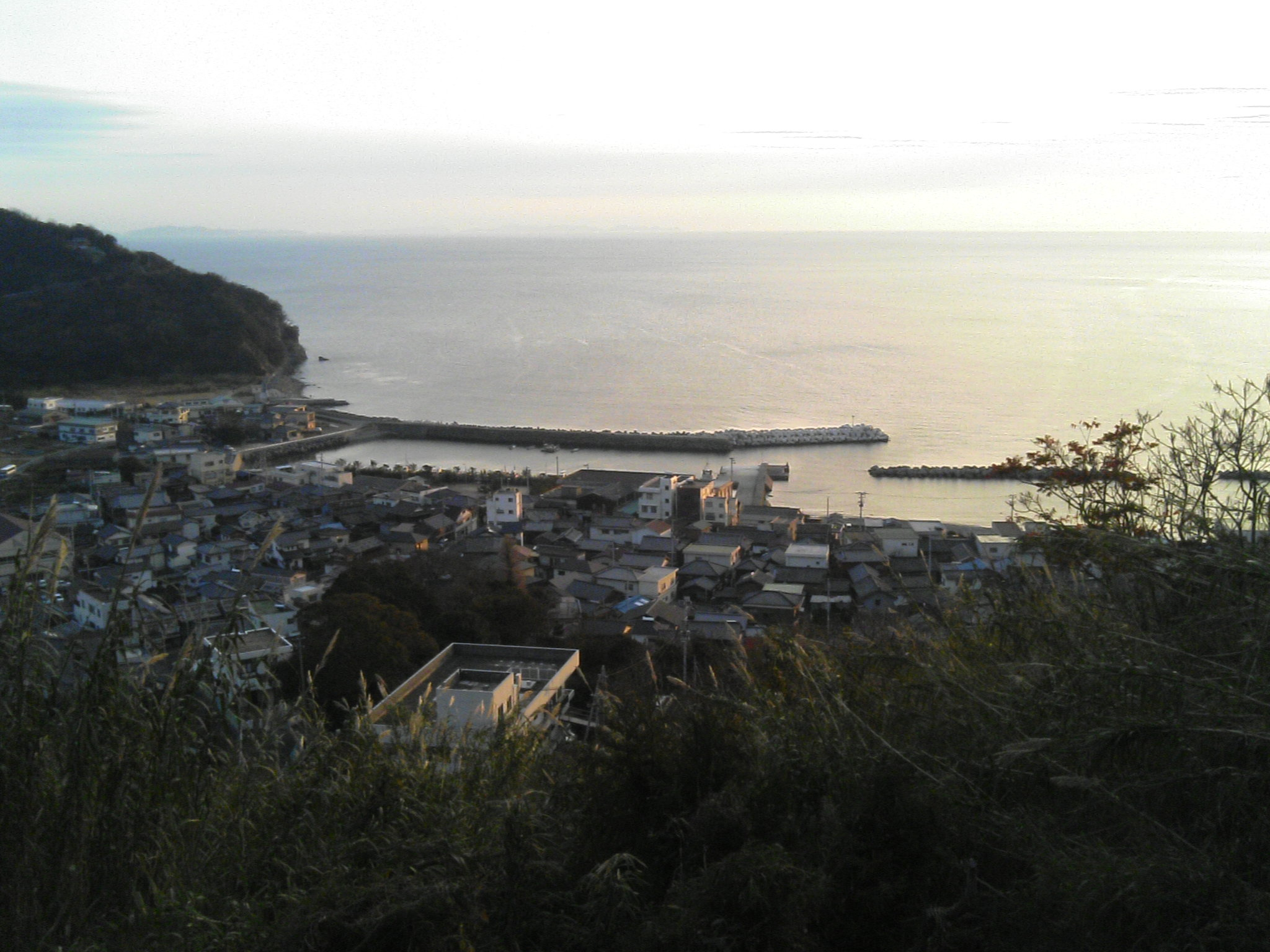
伊方町九町地区

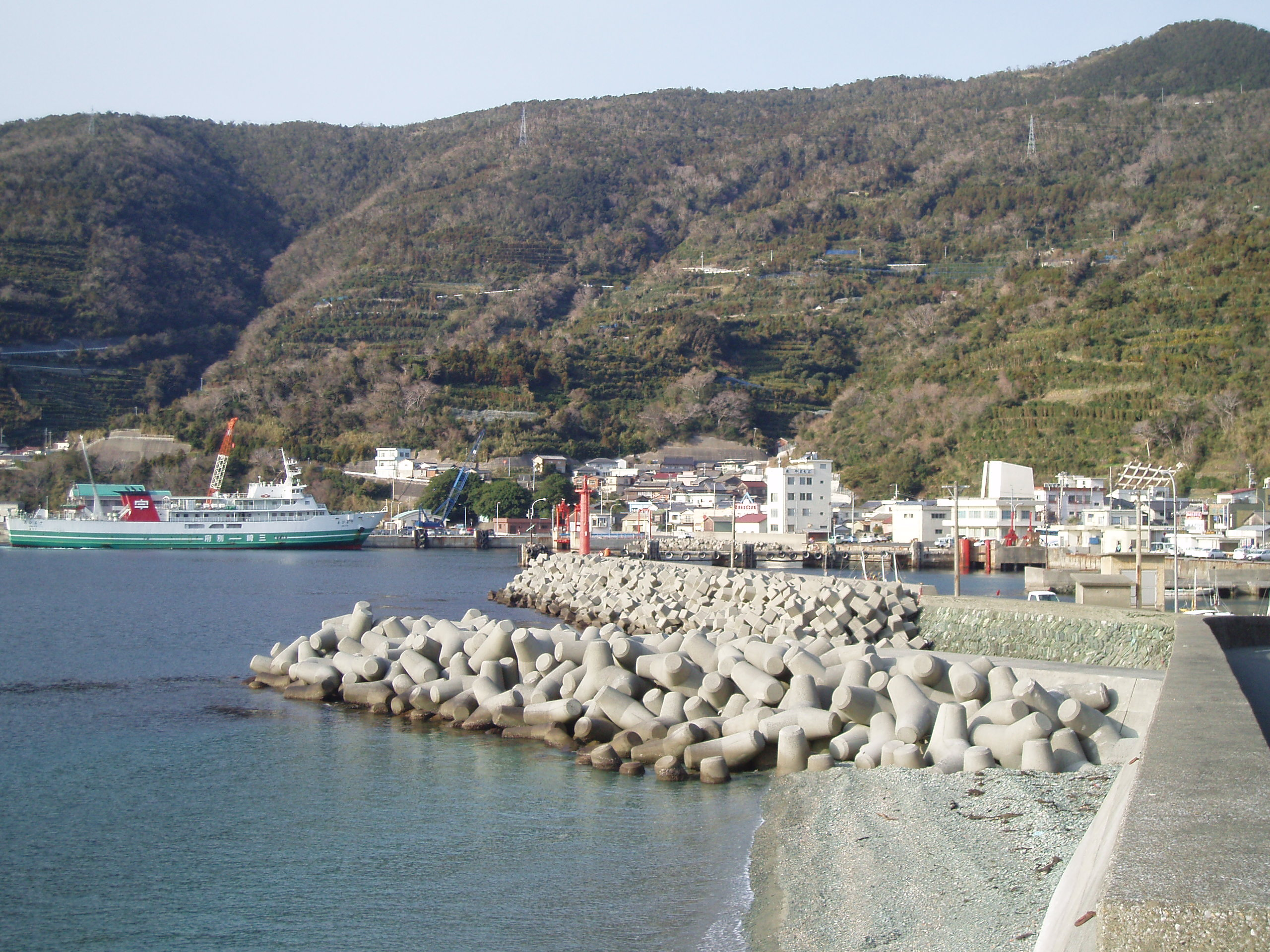
三崎港と三崎市街地

伊方町の全体図

町内全体が佐田岬半島の基部から先端にかけての地域であり、全体が細長い形をしている。稜線が半島の背骨の如く延び、半島の両側に急速に海に落ち込む地形をしており、大規模な河川は無く、平地はわずかであるために穏やかな傾斜地に集落とみかんなどの耕作地が集中している。半島の北側は瀬戸内海に、南側は宇和海に面している。町内では天気が良好な時は本州の中国山地及び九州の九州山地を望むことができる。さえぎる山岳がないため、風が強く、風力発電が行われており、半島の稜線には風車が林立している。6箇所、58基、出力は67,700kWである。また、宇和海側の塩成・川之浜地区には若干の砂浜が見られ、海水浴場となっている（愛媛県の宇和海沿岸における砂浜は貴重）。それが故に台風の影響を受けやすい場所である。
- 山 : 全体が半島の稜線を成し、両側（宇和海側・瀬戸内海側）に集落が広がる
- 河川 : 大川
- 湖沼 : 亀ヶ池

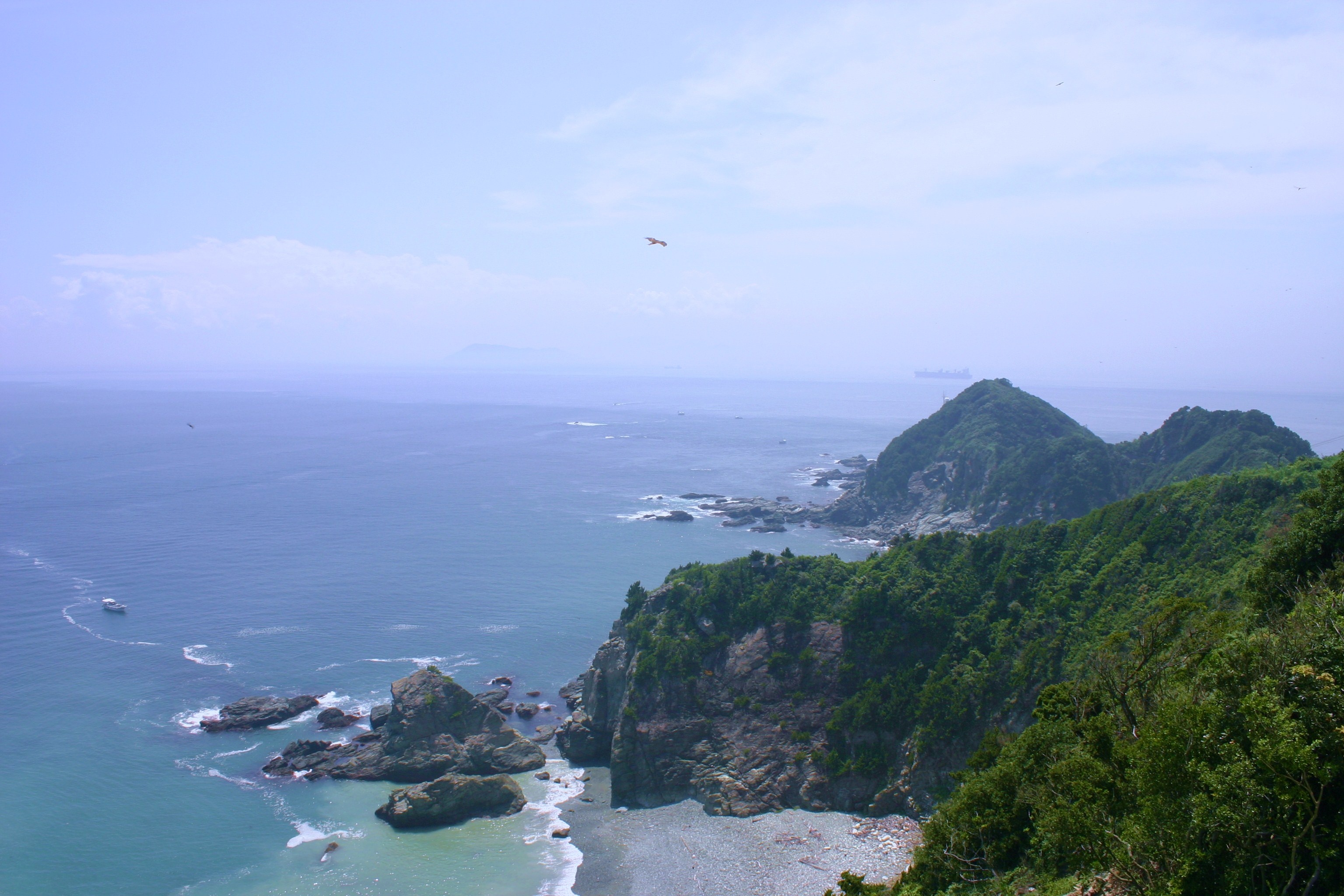
佐田岬
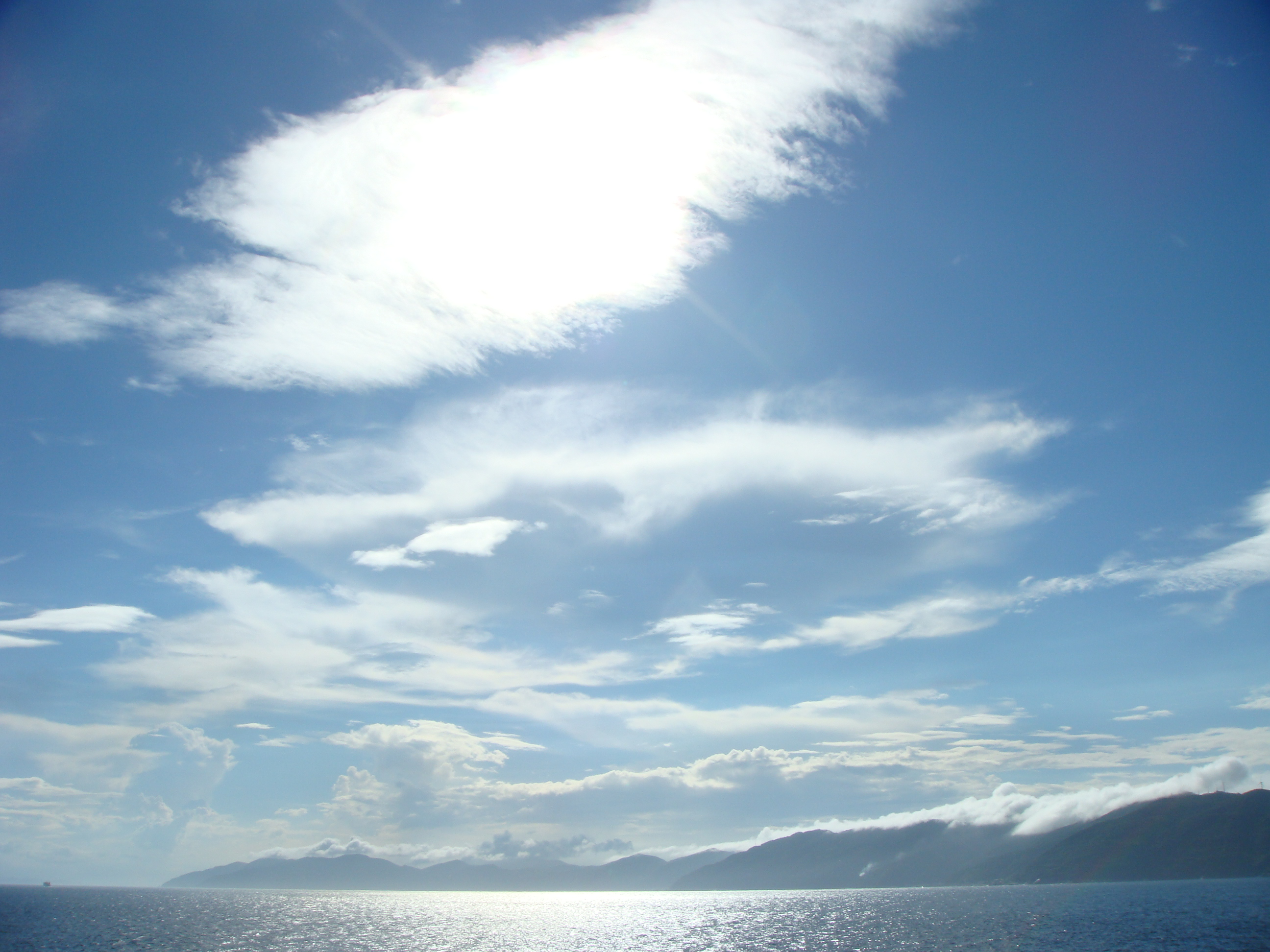
海から見た佐田岬半島

### 人口
人口は1955年3月31日の旧・伊方町合併時は1万人を超えていたが、山間部かつ居住可能な場所が少ないため、大規模な宅地開発は行われなかった。2005年4月1日の周辺3町を合併した新・伊方町誕生後は再び1万人を超え、約1万2000人となったが、2022年現在、8000人弱にまで減少している。2017年3月31日付で原発立地自治体としては珍しい過疎地域に指定された。
| |                                        |  |
| 伊方町と全国の年齢別人口分布（2005年） | 伊方町の年齢・男女別人口分布（2005年） |  |
| ■紫色 ― 伊方町 ■緑色 ― 日本全国 | ■青色 ― 男性 ■赤色 ― 女性              |  |
| 伊方町（に相当する地域）の人口の推移 \| 1970年（昭和45年） \| 21,896人 \| \| \| 1975年（昭和50年） \| 20,392人 \| \| \| 1980年（昭和55年） \| 18,753人 \| \| \| 1985年（昭和60年） \| 17,424人 \| \| \| 1990年（平成2年） \| 16,060人 \| \| \| 1995年（平成7年） \| 14,787人 \| \| \| 2000年（平成12年） \| 13,536人 \| \| \| 2005年（平成17年） \| 12,095人 \| \| \| 2010年（平成22年） \| 10,882人 \| \| \| 2015年（平成27年） \| 9,626人 \| \| \| 2020年（令和2年） \| 8,397人 \| \| |                                        |  |
| 総務省統計局 国勢調査より |                                        |  |
| 1970年（昭和45年） | 21,896人                               |  |
| 1975年（昭和50年） | 20,392人                               |  |
| 1980年（昭和55年） | 18,753人                               |  |
| 1985年（昭和60年） | 17,424人                               |  |
| 1990年（平成2年） | 16,060人                               |  |
| 1995年（平成7年） | 14,787人                               |  |
| 2000年（平成12年） | 13,536人                               |  |
| 2005年（平成17年） | 12,095人                               |  |
| 2010年（平成22年） | 10,882人                               |  |
| 2015年（平成27年） | 9,626人                                |  |
| 2020年（令和2年） | 8,397人                                |  |

### 健康
- 寿命：2007年（平成19年）9月現在、100歳以上は10名。

### 気候
愛媛県の西側に位置し、三方を海で囲まれた風の影響を受けやすい海洋性気候である。年間の平均気温は約16℃であり、黒潮の影響を受ける南側の宇和海側とその影響が少ない伊予灘側とは1℃程の差がある。全体的に太平洋の黒潮のために平均に換算すると年中温暖な気候であるが、夏場は30℃を超える日があり、冬場は氷点下になり、積雪が記録されている。
| 瀬戸（1997年 - 2020年（日照時間のみ1998年 - 2020年））の気候 | 瀬戸（1997年 - 2020年（日照時間のみ1998年 - 2020年））の気候 | 瀬戸（1997年 - 2020年（日照時間のみ1998年 - 2020年））の気候 | 瀬戸（1997年 - 2020年（日照時間のみ1998年 - 2020年））の気候 | 瀬戸（1997年 - 2020年（日照時間のみ1998年 - 2020年））の気候 | 瀬戸（1997年 - 2020年（日照時間のみ1998年 - 2020年））の気候 | 瀬戸（1997年 - 2020年（日照時間のみ1998年 - 2020年））の気候 | 瀬戸（1997年 - 2020年（日照時間のみ1998年 - 2020年））の気候 | 瀬戸（1997年 - 2020年（日照時間のみ1998年 - 2020年））の気候 | 瀬戸（1997年 - 2020年（日照時間のみ1998年 - 2020年））の気候 | 瀬戸（1997年 - 2020年（日照時間のみ1998年 - 2020年））の気候 | 瀬戸（1997年 - 2020年（日照時間のみ1998年 - 2020年））の気候 | 瀬戸（1997年 - 2020年（日照時間のみ1998年 - 2020年））の気候 | 瀬戸（1997年 - 2020年（日照時間のみ1998年 - 2020年））の気候 |
| 月                                                           | 1月                                                          | 2月                                                          | 3月                                                          | 4月                                                          | 5月                                                          | 6月                                                          | 7月                                                          | 8月                                                          | 9月                                                          | 10月                                                         | 11月                                                         | 12月                                                         | 年                                                           |
| ------------------------------------------------------------ | ------------------------------------------------------------ | ------------------------------------------------------------ | ------------------------------------------------------------ | ------------------------------------------------------------ | ------------------------------------------------------------ | ------------------------------------------------------------ | ------------------------------------------------------------ | ------------------------------------------------------------ | ------------------------------------------------------------ | ------------------------------------------------------------ | ------------------------------------------------------------ | ------------------------------------------------------------ | ------------------------------------------------------------ |
| 最高気温記録 °C （°F）                                       | 18.6 (65.5)                                                  | 21.1 (70)                                                    | 22.0 (71.6)                                                  | 26.6 (79.9)                                                  | 31.0 (87.8)                                                  | 31.9 (89.4)                                                  | 33.2 (91.8)                                                  | 34.4 (93.9)                                                  | 33.9 (93)                                                    | 30.7 (87.3)                                                  | 26.2 (79.2)                                                  | 20.8 (69.4)                                                  | 34.4 (93.9)                                                  |
| 平均最高気温 °C （°F）                                       | 8.8 (47.8)                                                   | 9.7 (49.5)                                                   | 12.7 (54.9)                                                  | 17.4 (63.3)                                                  | 21.5 (70.7)                                                  | 24.1 (75.4)                                                  | 27.9 (82.2)                                                  | 29.6 (85.3)                                                  | 26.3 (79.3)                                                  | 21.6 (70.9)                                                  | 16.7 (62.1)                                                  | 11.5 (52.7)                                                  | 19.0 (66.2)                                                  |
| 日平均気温 °C （°F）                                         | 6.7 (44.1)                                                   | 7.2 (45)                                                     | 9.7 (49.5)                                                   | 13.9 (57)                                                    | 18.0 (64.4)                                                  | 21.0 (69.8)                                                  | 24.8 (76.6)                                                  | 26.2 (79.2)                                                  | 23.4 (74.1)                                                  | 19.2 (66.6)                                                  | 14.4 (57.9)                                                  | 9.2 (48.6)                                                   | 16.2 (61.2)                                                  |
| 平均最低気温 °C （°F）                                       | 4.6 (40.3)                                                   | 4.9 (40.8)                                                   | 7.0 (44.6)                                                   | 11.0 (51.8)                                                  | 15.1 (59.2)                                                  | 18.7 (65.7)                                                  | 22.7 (72.9)                                                  | 24.0 (75.2)                                                  | 21.4 (70.5)                                                  | 17.2 (63)                                                    | 12.3 (54.1)                                                  | 7.1 (44.8)                                                   | 13.8 (56.8)                                                  |
| 最低気温記録 °C （°F）                                       | −4.8 (23.4)                                                  | −3.7 (25.3)                                                  | −1.8 (28.8)                                                  | 4.7 (40.5)                                                   | 8.9 (48)                                                     | 14.0 (57.2)                                                  | 17.5 (63.5)                                                  | 18.6 (65.5)                                                  | 14.3 (57.7)                                                  | 8.7 (47.7)                                                   | 2.8 (37)                                                     | −3.3 (26.1)                                                  | −4.8 (23.4)                                                  |
| 降水量 mm （inch）                                           | 65.1 (2.563)                                                 | 75.1 (2.957)                                                 | 110.5 (4.35)                                                 | 118.2 (4.654)                                                | 155.8 (6.134)                                                | 285.7 (11.248)                                               | 218.7 (8.61)                                                 | 104.9 (4.13)                                                 | 193.9 (7.634)                                                | 138.6 (5.457)                                                | 85.8 (3.378)                                                 | 74.4 (2.929)                                                 | 1,627.7 (64.083)                                             |
| 平均降水日数 （≥1.0 mm）                                     | 8.3                                                          | 8.6                                                          | 9.8                                                          | 9.7                                                          | 8.9                                                          | 12.5                                                         | 10.0                                                         | 6.7                                                          | 9.9                                                          | 7.4                                                          | 7.3                                                          | 8.1                                                          | 107.0                                                        |
| 平均月間日照時間                                             | 122.7                                                        | 138.2                                                        | 186.8                                                        | 202.0                                                        | 213.6                                                        | 150.5                                                        | 195.2                                                        | 238.4                                                        | 178.0                                                        | 171.0                                                        | 140.0                                                        | 117.3                                                        | 2,041.6                                                      |
| 出典1：Japan Meteorological Agency                           |                                                              |                                                              |                                                              |                                                              |                                                              |                                                              |                                                              |                                                              |                                                              |                                                              |                                                              |                                                              |                                                              |
| 出典2：気象庁                                                |                                                              |                                                              |                                                              |                                                              |                                                              |                                                              |                                                              |                                                              |                                                              |                                                              |                                                              |                                                              |                                                              |

### 災害
夏場に台風・豪雨による災害が起きることがある。1943年7月に上陸した台風・枕崎台風・デラ台風などの災害が過去に起きている。冬場は温暖で降雪はあまり観測されないが、豪雪による災害が起きたこともある。1961年12月29日から翌年の1月4日まで雪が降り続いた際は、当町最深積雪である52cmを記録した。その時、交通手段は12月31日から1月2日まで遮断された。また、1963年1月21日の三八豪雪時にも雪の影響を受け、20cm以上の積雪が記録され、学校などの公共機関が臨時休業した。
なお、今後発生が予見されている南海トラフ巨大地震の際には、町内に最大6mの津波が到達することが予想されている。

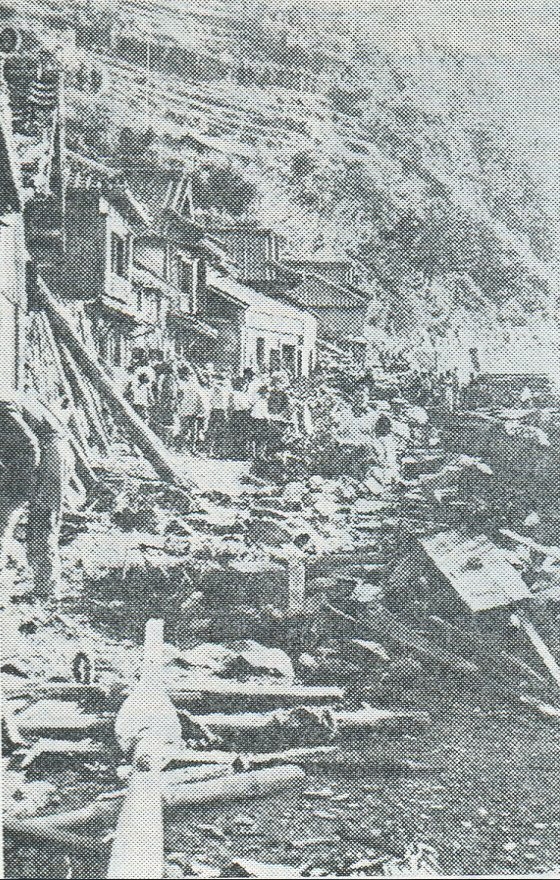
デラ台風で被害を受けた加周海岸
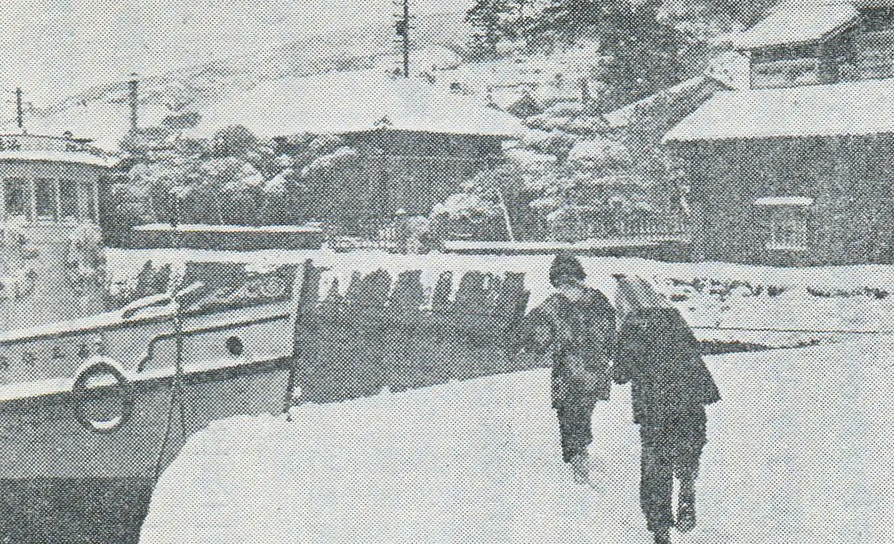
1961年の大豪雪時の湊浦の様子

### 隣接している自治体
- 東：八幡浜市
- 西：大分県大分市（豊予海峡対岸）

## 歴史
旧伊方村・町見村の時期の歴史については、それぞれの村の記事を参照のこと。また、瀬戸町、三崎町の地域の歴史についても、それぞれの町（またはそれぞれ旧村）の記事を参照のこと。

### 旧・伊方町制
- 1955年（昭和30年）
  - 3月31日 - 伊方村と町見村が合併、伊方町となる。
  - 7月 - 「広報伊方町」の発行開始。
- 1961年（昭和36年）12月 - 伊方町商工会が発足。上水道が町営として発足。
- 1965年（昭和40年）3月31日 - 初代の町章を制定する[14]。
- 1970年（昭和45年）2月 - 役場庁舎が新築落成。
- 1971年（昭和46年）7月 - 町内全域を対象にごみ収集業務を開始。
- 1975年（昭和50年）3月30日 - 町木・町花を制定する[15]。
- 1977年（昭和52年）9月30日 - 四国電力伊方原子力発電所1号機が運転開始する。
- 1979年（昭和54年）3月 - 町保健センターが完成。
- 1982年（昭和57年）
  - 3月19日 - 伊方原子力発電所2号機が運転開始。
  - 12月 - 町民会館が新築落成。
- 1983年（昭和58年）
  - 2月 -　伊方町国民健康保険九町診療所が完成。
  - 4月 - 町･愛媛県・四国電力の共同出資で伊方原子力広報センター設立。
- 1988年（昭和63年）5月 - 1市5町の出資により八西地域総合情報センター（八西CATV）を設立。
- 1989年（平成元年）5月 - 南予用水の受水開始。
- 1990年（平成2年）3月 - 町斎場が完成。
- 1991年（平成3年）
  - 1月 - 町地域振興センターが完成。
  - 6月 - 八西CATVが開局。
- 1994年（平成6年）
  - 4月 - 町観光物産センター（きらら館）がオープン。
  - 12月15日 - 伊方原子力発電所3号機が運転開始。
- 1995年（平成7年）
  - 3月31日 - 2代目の町章を制定する[15]。
  - 4月 - 四国電力、地元団体の共同出資により伊方サービスが設立される。
  - 8月 - アメリカ合衆国レッドウィング市と姉妹都市交友関係を樹立。
- 1996年（平成8年）
  - 3月 - 町民グランドが完成。
  - 7月 - 町スポーツセンターが完成。
- 1997年（平成9年）
  - 1月 - 二見出張所を設置。
  - 9月 - 町、地元団体の共同出資によりクリエイト伊方設立。
- 1998年（平成10年）
  - 2月 - 伊方町のホームページを開設。北海道古宇郡泊村と姉妹町村縁組を締結。
  - 3月 - 一般廃棄物最終処分場が完成。
  - 12月 - 商工業センターが完成。
- 1999年（平成11年）6月 - 旧町見中学校跡地に町民郷土館がオープン。
- 2001年（平成13年）
  - 6月 - 役場庁舎が新築落成。
  - 7月 - 役場庁舎内に愛媛県オフサイトセンター（2015年8月に西予市に移転）が完成。
- 2003年（平成15年）10月 - 瀬戸ウインドヒル発電所（風力発電所）が運転開始。

### 新・伊方町制
- 2005年（平成17年）
  - 4月1日 - 西宇和郡瀬戸町、三崎町と合併し、新たに伊方町が発足。
  - 11月7日 - 3代目の町章を制定する[16]。
- 2006年（平成18年）12月 - 佐田岬風力発電所が運転開始。
- 2007年（平成19年）
  - 3月 - 三崎ウインド・パーク発電所が運転開始。
  - 8月 - 町健康交流施設亀ヶ池温泉がオープン。
- 2008年（平成20年）2月 - 瀬戸風力発電所が運転開始。
- 2010年（平成22年）3月 - 伊方ウィンドファーム発電所が運転開始。

## 行政

### 首長
新町での町長
- 初代 畑中芳久（前・旧伊方町助役）
  - 新町発足にともなう初の町長選挙には、中元清吉・前伊方町長（新設合併により失職）と畑中・前助役（同）が出馬、激しい選挙戦を繰り広げた。旧・伊方町の時代から、町長派を応援した建設業者でなければ指名競争入札から事実上締め出される暗黙のルールがあり、建設業者が2陣営に分かれて、それぞれの候補を支援する激しい選挙となることが多かった。中元陣営関係者が選挙違反で摘発されるなど[18] 、新町の発足に影を落とした。
- 2代 山下和彦（前・町職員（農業委員会事務局長）） 2006年（平成18年）4月 - 2016年（平成28年）8月29日（3期）
  - 汚職事件と町長選

2006年（平成18年）2月17日、畑中町長が町内の工事業者からの収賄の容疑で逮捕された。後に辞職。合併後わずか一年で再び町長選挙が行われ、元県議・高門清彦と山下の一騎討ちとなったが、わずか80票の差で山下が当選。前回の事件もあり、建設業者のあからさまな応援は影を潜めた。加戸守行県知事が県議陣営を応援したが、逆に「県の言いなりになるな」との心情的な反発も受け、対立候補に敗れ、「意外な結果」ともらすなど、物議を醸した。
- 3代 高門清彦（元・愛媛県議会議員） 2016年（平成28年）10月2日 - （3期目）

### 紋章
初代
制定日は1965年3月31日である。円満を目的にして制定され、蜜柑の花を象徴し、「伊方」を円形に形どったものである。
2代目
制定日は1995年3月31日である。全体は「い」を意匠化し、上部はエネルギーとミカン・下部は宇和海・伊予灘の波と空を表し、色は青色と橙色が指定されている。
3代目
2005年11月7日に制定され、佐田岬半島を中心に意匠化し、それを取り巻くかのように伊方の「i」を図案化したものである。

### 行財政
- 庁舎 : 旧伊方町庁舎を利用。
- 財政 : 四国唯一の原子力発電所である四国電力伊方原子力発電所があるため、人口が少ない割に税収は潤沢で、約人口3万人の町と同程度の町税収入がある。ただし、固定資産税がほとんどであり、長期的には低減していくことが懸念されている。

### 市町村合併の経緯
- 財政的に余力のある旧:伊方町が合併協議をリードした。
- 伊方町の主張は、知事と愛媛県八幡浜地方局管内の16市町村長が一堂に会した2002年（平成14年）8月1日の「トップミーティング」での当時の町長の発言に集約されているので、引用する。「中元清吉町長は『「（大規模合併で）現町民が享受しているサービスを受けられなくなる『逸失利益』はどうなるのか。将来のことはその時点、その時点で対応すればいい』などと反論。以下略」（愛媛新聞に掲載されたもの。同ミーティング自体は管轄地方局ごとに毎年開催）。「大規模合併」とは八幡浜市・保内町も含めた八幡浜西宇和郡の大同合併のことを指す。「逸失利益」は原子力発電所から生じる税収他の恩典を指すものとみられる。

その他の情報については、旧瀬戸町、三崎町のページを参照のこと。

### 主な行政機関
- 伊方町役場本庁
- 伊方町役場瀬戸総合支所
- 伊方町役場三崎総合支所
- 伊方町役場二見出張所
- 伊方町役場町見出張所
- 伊方町役場四ツ浜出張所
- 伊方町立図書館

## 経済
農林水産業

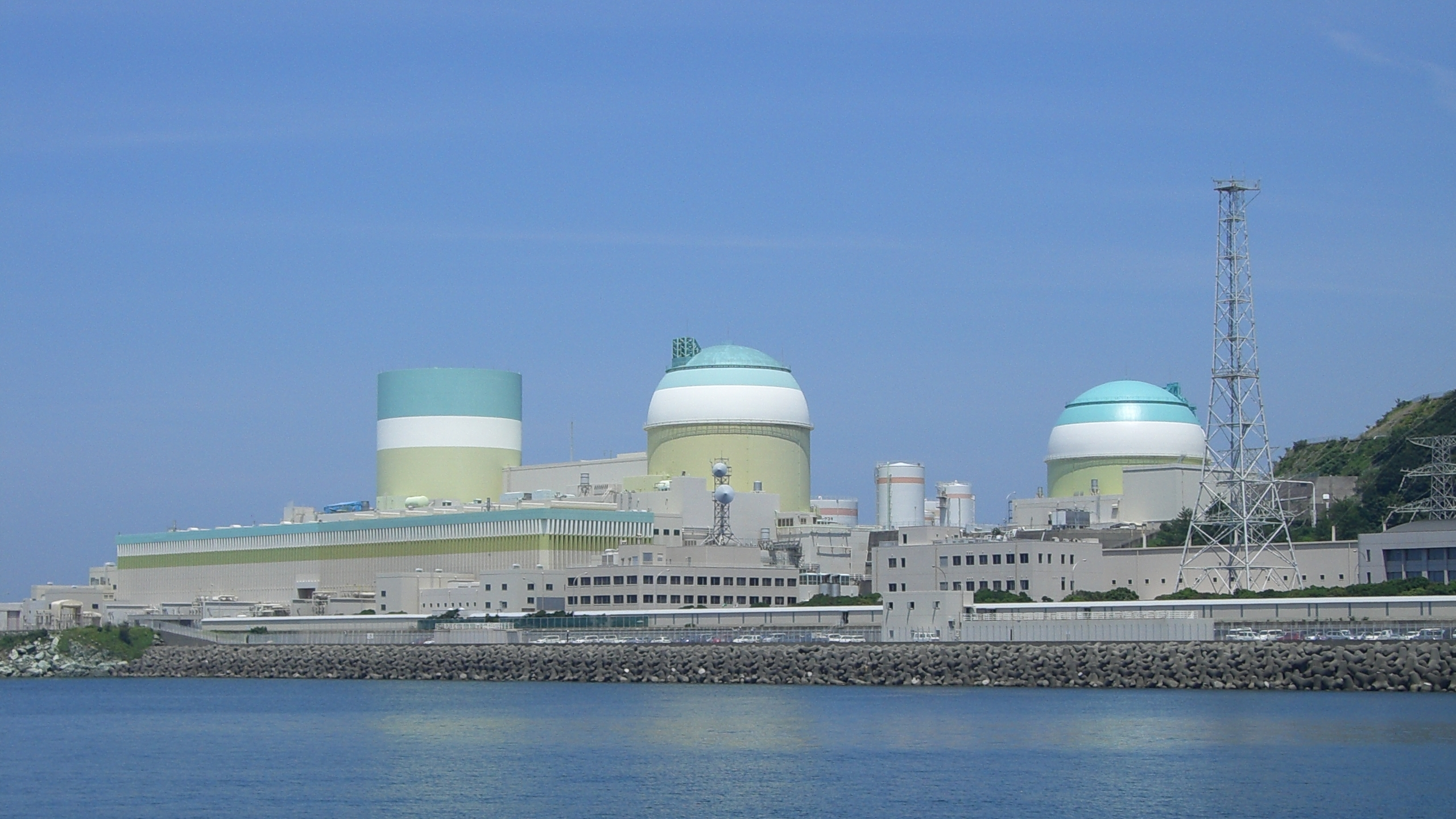
伊方原子力発電所

- 農業 : 主にみかんなどの柑橘類であり、耕作地の約98%はみかん畑である。大量に生産されていたが、1991年にオレンジの輸入自由化が始まり、価格が安定から不安定になったが、質の高い蜜柑作りにシフトしていっている。その他には畜産業が行われているが環境汚染の為、減少している[2][21]。
- 漁業 : ちりめんじゃことなるシラス漁が盛んである[22]。

電力業

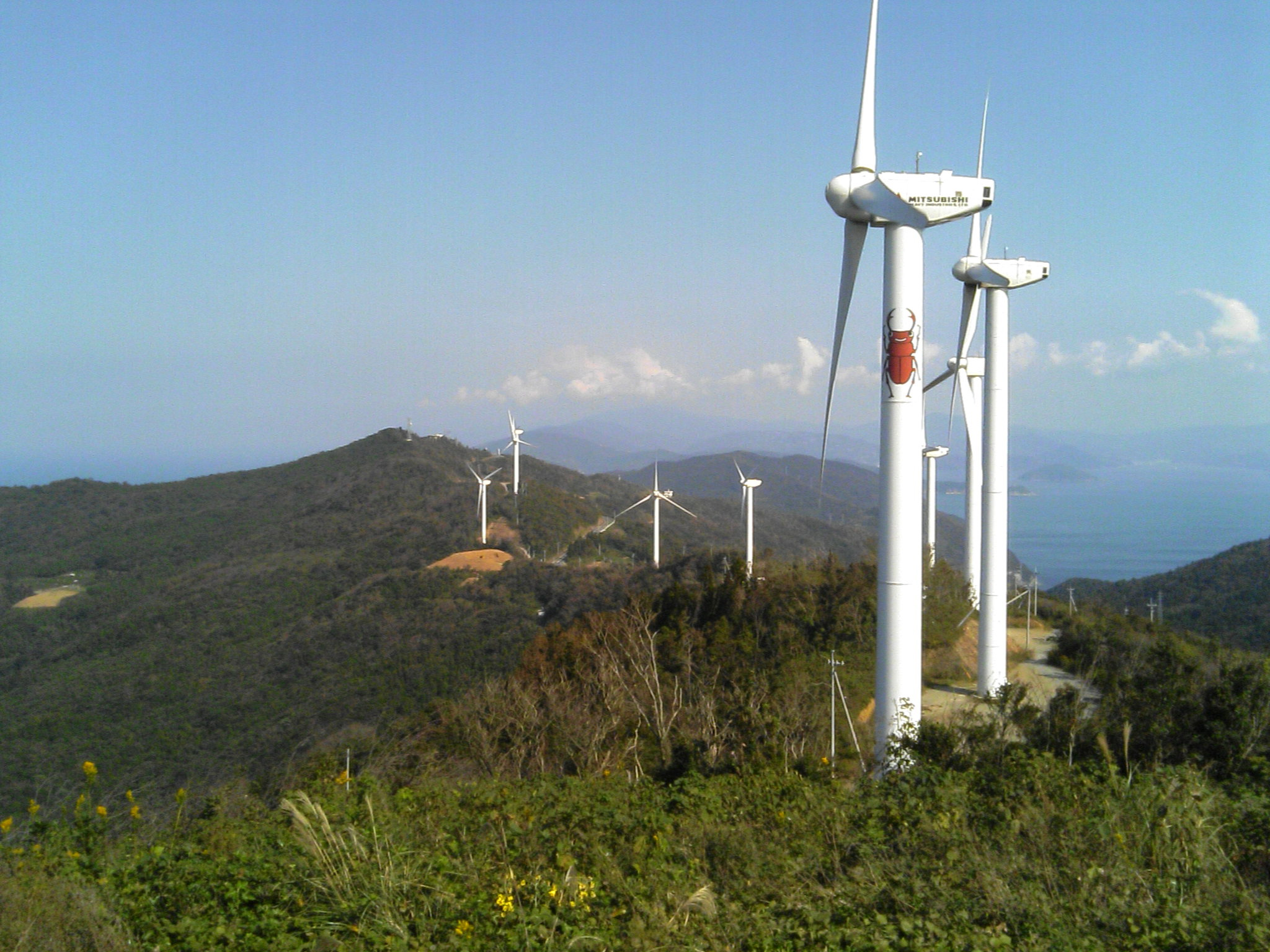
瀬戸ウインドヒル発電所

- 四国電力伊方原子力発電所が立地している。また風の強い地形を利用して、町や第三セクター（三崎ウィンド・パワー、瀬戸ウィンドヒル）、民間企業（ダイワハウス、ユーラスエナジー瀬戸等）が風力発電機を設置して風力発電を行っている。
- 町内の風力発電所
  - 伊方町風車公園（設置者：伊方町）（850kW×2）
  - 瀬戸ウインドヒル発電所（瀬戸ウィンドヒル）（1000kW×11）
  - 三崎ウインドパーク（三崎ウィンド・パワー）（1000kW×20）
  - 伊方ウインドファーム（伊方エコ・パーク）（1500kW×12）
  - 瀬戸ウインドファーム（ユーラスエナジー瀬戸）（2000kW×4）
  - 佐田岬風力発電所（大和ハウス工業）（1000kW×9）

本社を置く主要企業
- 朝日共販
- 伊方サービス

工場・事業所を置く主要企業
- 四国計測工業伊方事業所

## 姉妹都市・提携都市
- 古宇郡泊村（北海道後志支庁）
  - 1998年（平成10年）2月姉妹都市提携
- レッドウィング市（アメリカ合衆国 ミネソタ州）
  - 1995年（平成7年）8月姉妹都市提携

## 地域

### 教育

#### 現存する学校
高等学校
- 愛媛県立三崎高等学校

中学校
- 伊方町立伊方中学校
- 伊方町立瀬戸中学校
- 伊方町立三崎中学校

小学校
- 伊方町立伊方小学校
- 伊方町立九町小学校
- 伊方町立三机小学校
- 伊方町立大久小学校
- 伊方町立三崎小学校

#### 廃止された学校
- 伊方町立豊之浦小学校　- 2009年3月末廃校、伊方小学校に統合
- 伊方町立塩成小学校　- 2009年3月末閉校、三机小学校に統合
- 伊方町立二名津小学校 - 2013年3月末廃校
- 伊方町立佐田岬小学校 - 2014年3月末廃校
- 伊方町立二見小学校 - 2015年3月末廃校、九町小学校に統合
- 伊方町立水ヶ浦小学校　-　2018年3月末廃校、伊方小学校に統合

※旧三崎町・瀬戸町時代のものはそれぞれの町の記事を参照のこと

### 文化
食文化
- 芋飴（イモアメ）：さつま芋を大釜ですり潰してかき混ぜ、水飴を加えて固め、金槌で割って食べる。
- じゃこカツ

方言
- 方言は町内によって異なっている。
  - 旧伊方町周辺では、語尾に｢〜やけん｣又は「〜やきん」（〜だから）や、｢〜なが?｣（〜なの?）、「買（こ）うてもらう」（買ってもらう）などの訛り方言が聞かれる。（括弧内は標準語の場合を表す。）
  - 旧三崎町周辺では、少し標準語に近いしゃべり方になる。
  - 旧三崎町与侈地区では、「つ」が「とぅ」、「づ（ず）」が「どぅ」という発音になる。

## 交通

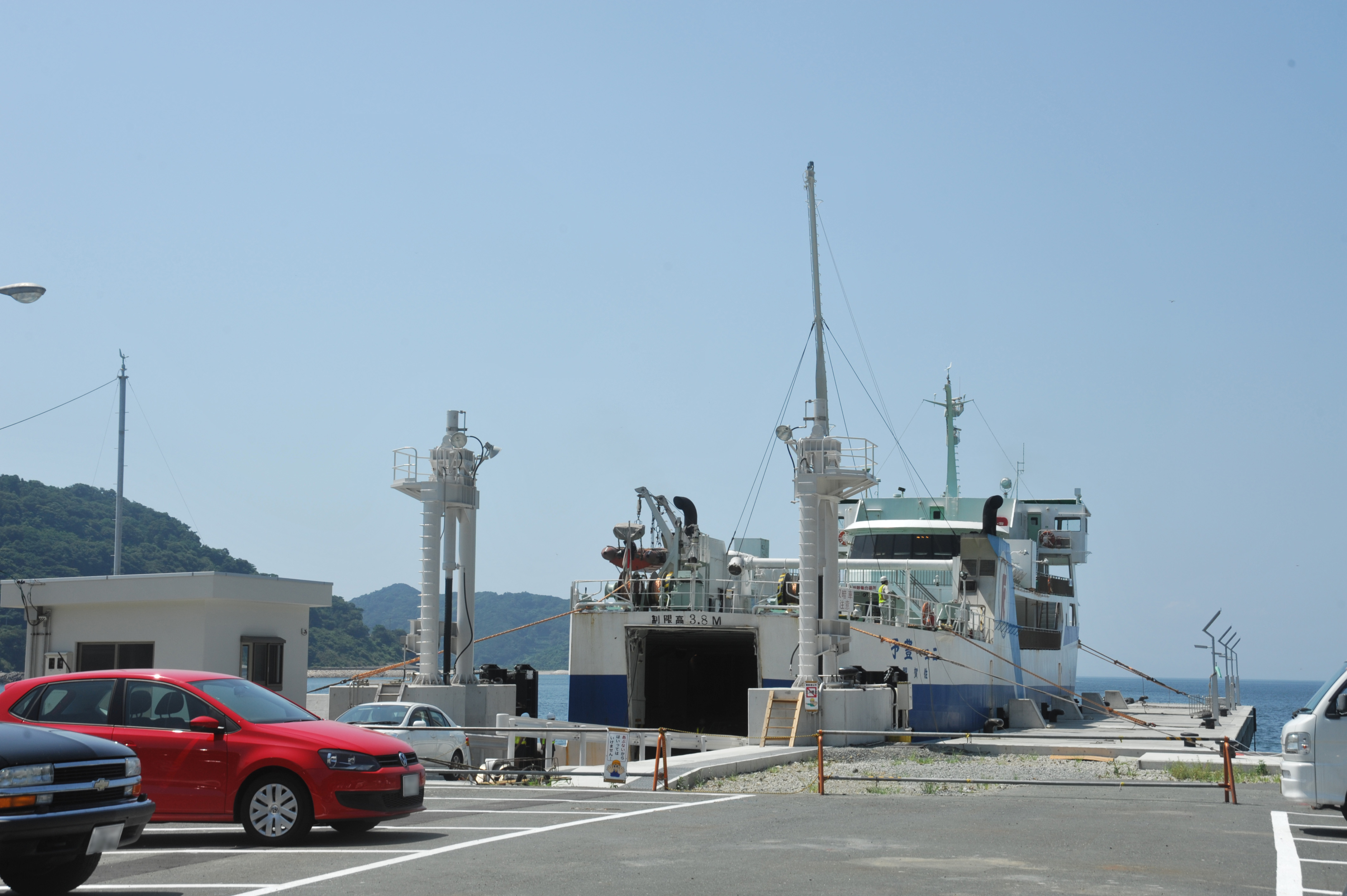
三崎港フェリーターミナル

### 鉄道
町内に鉄道路線はない。最寄り駅は隣の八幡浜市にあるJR予讃線・八幡浜駅となる。

### 道路
- 一般国道
  - 国道197号：通称として、佐田岬メロディーライン又は頂上線と呼ばれる[23]
- 都道府県道
  - 愛媛県道254号三机港線
  - 愛媛県道255号鳥井喜木津線
  - 愛媛県道256号佐田岬三崎線
- 道の駅
  - 伊方きらら館（国道197号）
  - 佐田岬半島ミュージアム（国道197号）

### 路線バス
- 伊予鉄南予バス
- 伊予鉄バス：松山市 - 三崎

### 船舶
- 国道九四フェリー：三崎港 - 佐賀関港

## 名所・旧跡・観光スポット・祭事・催事
名所・旧跡
- 道の駅伊方きらら館
- 道の駅佐田岬半島ミュージアム

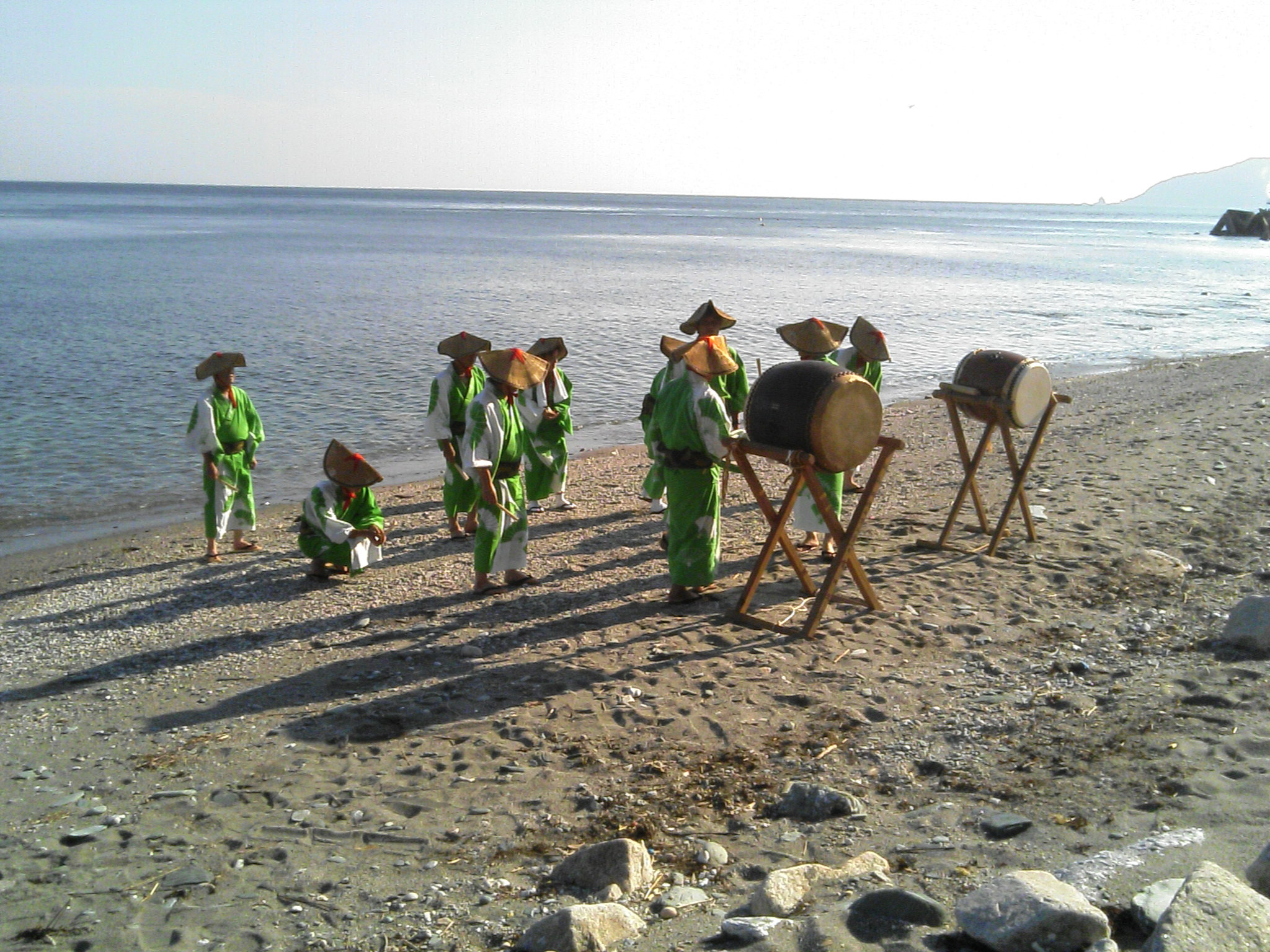
瀬戸町大久のしゃんしゃん踊り

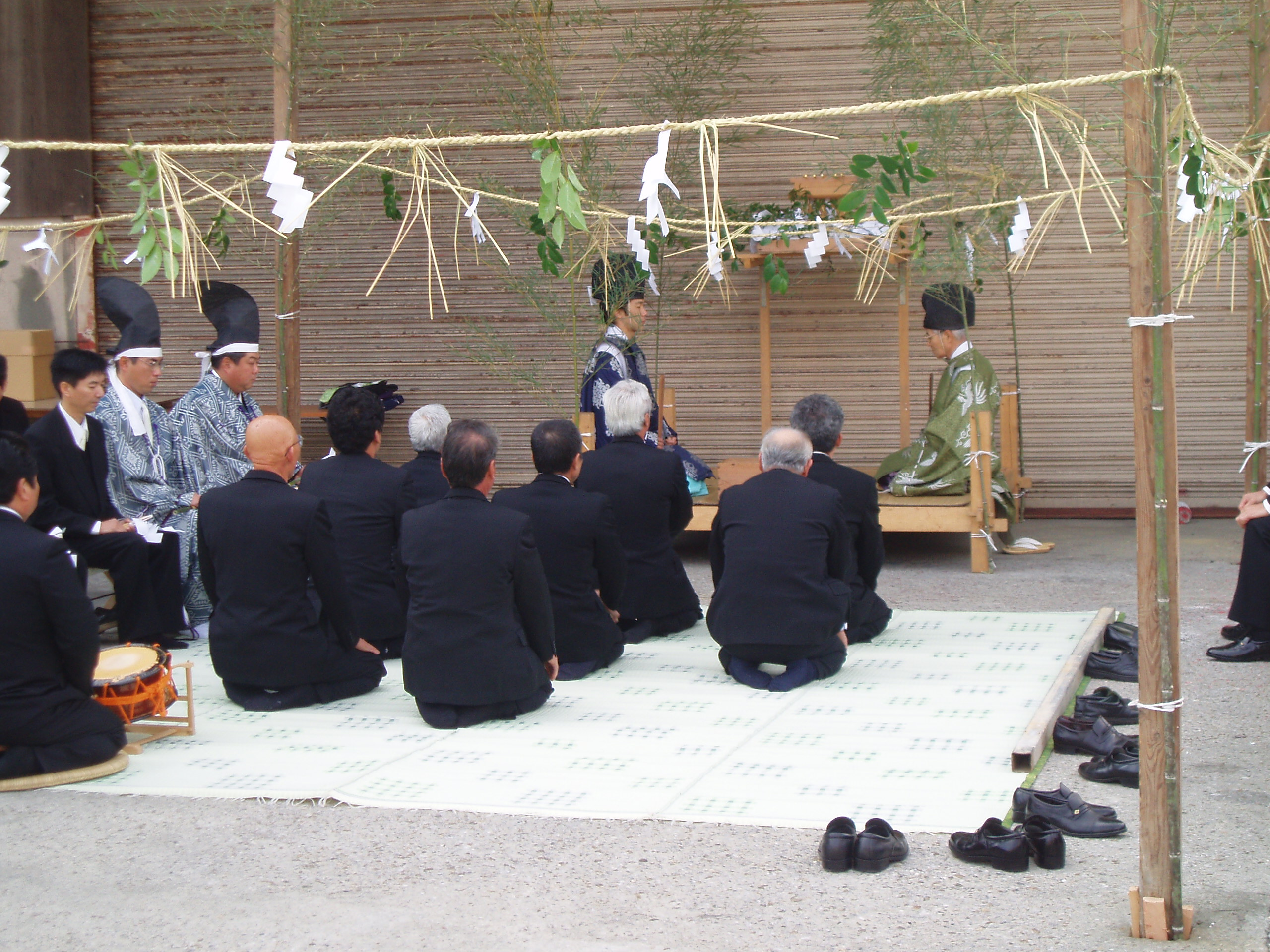
三崎町のお伊勢踊り奉納

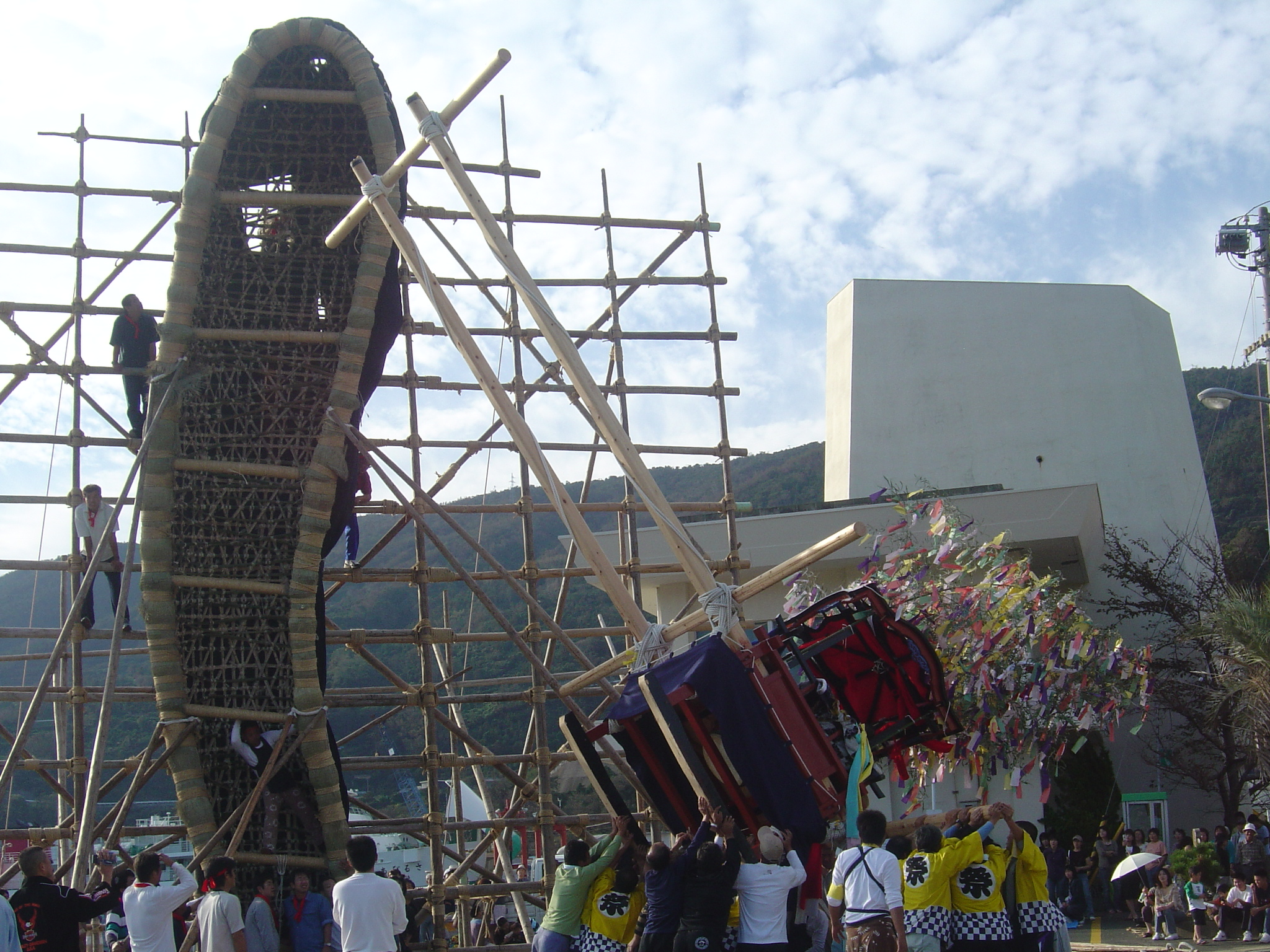
三崎の秋祭り

- 佐田岬、佐田岬灯台（2つとも瀬戸内海国立公園内）
- 佐田岬亀ヶ池温泉 - 温泉入浴施設を2007年（平成19年）8月19日オープン。
- 三崎のアコウ（国の天然記念物）

祭り・イベント
- 三崎豊漁祭（5月の連休開催）
- 伊方町秋祭り（10月16日、10月17日）
- きなはいや伊方まつり（7月の最終土曜日・日曜日）※但し、2007年は選挙と重なったため28日（土）と31日（火）に実施。

産物
- 岬あじ（アジ）
- 岬さば（サバ）
- 岬たち魚一本（タチウオ）
- 岬夢21あわび（アワビ）

以上4件の三崎漁協の産物はえひめ愛フード推進機構（事務局:愛媛県）により「『愛』あるブランド」に認定されている。

## 出身人物
- 高橋新吉（詩人）
- 中村修二 - 青色発光ダイオードの開発者。旧瀬戸町に生まれ、小学校時代に大洲市へ転居。
- 河野兵市 - 冒険家、旧瀬戸町出身（ - 2001年）。
- サスケ - フォークデュオ、旧三崎町出身
- 古田亀彦、乙彦、鶴彦 - フルタ製菓の創業者で三人兄弟。加周出身。
- 高門清彦 - 政治家、伊方町長、元愛媛県議会議員。川永田地区出身。

## 市外局番・郵便番号
- 市外局番：0894（町内全域）
- 郵便番号：796（町内全域）